# Canal de Foxe

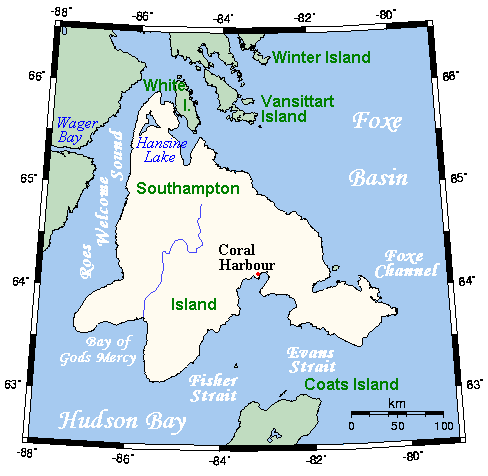
Localização do canal a leste a ilha Southampton

O canal de Foxe (em inglês:  Foxe Channell) é um canal marítimo localizado na parte central do Arquipélago Ártico Canadiano, no extremo setentrional da baía de Hudson, sendo o principal acesso a esta baía e à bacia de Foxe.
Administrativamente, pertence ao Território Autónomo de Nunavut, Canadá.
O canal de Foxe liga a bacia de Foxe (a norte), com a baía de Hudson (a sul) e o estreito de Hudson (a leste). Está limitado por:
- na margem ocidental: a norte, a ilha Southampton, e a sul a ilha Coats;
- na margem oriental: a norte, a península de Foxe da ilha de Baffin; no centro, a ilha Nottingham; e a sul, a ilha Mansel.

O canal tem cerca de 320 km de comprimento e largura média de 145 km. A sua profundidade máxima conhecida é 352 m. As suas águas permanecem congeladas durante a maior parte do ano.

## História
O primeiro ocidental a navegar pelas águas da parte meridional do canal foi Henry Hudson, que em 1610 foi o primeiro ocidental conhecido a conseguir passar totalmente o estreito de Hudson e chegar à baía de Hudson a partir do norte. O canal deve o seu nome ao explorador inglês Luke Foxe, que em 1631 conseguiu atravessar a parte norte do canal e entrar na bacia de Foxe.
A expedição de Robert McClure de 1836/1837 ficou presa no gelo no canal de Foxe.